# Thomas Battistella
Thomas Battistella (Pordenone, 29 luglio 2001) è un calciatore italiano, centrocampista della Juve Stabia.

## Carriera
Cresciuto nel settore giovanile dell'Udinese, il 7 luglio 2021 viene ceduto in prestito alla Carrarese, con cui inizia la carriera professionistica. Dopo un'ottima stagione trascorsa con gli apuani, con sette reti segnate, il 28 luglio 2022 viene acquistato dal Modena, con cui firma un quadriennale. A causa della rottura del legamento crociato anteriore del ginocchio sinistro è costretto a saltare quasi tutta la prima stagione con i gialloblù; tornato a disposizione del club emiliano, si impone come elemento importante della rosa dei Canarini, soprattutto grazie all'impiego da parte di Pierpaolo Bisoli nel suo periodo trascorso alla guida della squadra.
Il 29 luglio 2025 viene ceduto alla Juve Stabia, con cui firma un biennale.

## Statistiche

### Presenze e reti nei club
Statistiche aggiornate al 29 luglio 2025.
| Stagione        | Squadra         | Campionato      | Campionato | Campionato | Coppe nazionali | Coppe nazionali | Coppe nazionali | Coppe continentali | Coppe continentali | Coppe continentali | Altre coppe | Altre coppe | Altre coppe | Totale | Totale |
| Stagione        | Squadra         | Comp            | Pres       | Reti       | Comp            | Pres            | Reti            | Comp               | Pres               | Reti               | Comp        | Pres        | Reti        | Pres   | Reti   |
| --------------- | --------------- | --------------- | ---------- | ---------- | --------------- | --------------- | --------------- | ------------------ | ------------------ | ------------------ | ----------- | ----------- | ----------- | ------ | ------ |
| 2021-2022       | Carrarese       | C               | 34         | 7          | CI-C            | 1               | 0               | -                  | -                  | -                  | -           | -           | -           | 35     | 7      |
| 2022-2023       | Modena          | B               | 4          | 0          | CI              | 1               | 0               | -                  | -                  | -                  | -           | -           | -           | 5      | 0      |
| 2023-2024       | Modena          | B               | 22         | 2          | CI              | 1               | 0               | -                  | -                  | -                  | -           | -           | -           | 23     | 2      |
| 2024-2025       | Modena          | B               | 25         | 0          | CI              | 1               | 0               | -                  | -                  | -                  | -           | -           | -           | 26     | 0      |
| Totale Modena   | Totale Modena   | Totale Modena   | 51         | 2          |                 | 3               | 0               |                    | -                  | -                  |             | -           | -           | 54     | 2      |
| 2025-2026       | Juve Stabia     | B               | 0          | 0          | CI              | 0               | 0               | -                  | -                  | -                  | -           | -           | -           | 0      | 0      |
| Totale carriera | Totale carriera | Totale carriera | 85         | 9          |                 | 4               | 0               |                    | -                  | -                  |             | -           | -           | 89     | 9      |